# Сюзанна Томпсон
Сюзанна Томпсон (англ. Susanna Thompson, нар. 27 січня 1958) — американська акторка.

## Життя та кар'єра
Сюзанна Томпсон народилася в Сан-Дієго, штат Каліфорнія і закінчила Державний університет Сан-Дієго зі ступенем бакалавра. Пізніше з'явилася в ряді театральних постановок, а на початку 90-х дебютувала на телебаченні.
На телебаченні з'явилася в серіалах «Секретні матеріали», «Зоряний шлях: Наступне покоління», «Закон Лос-Анджелеса», «Поліція Нью-Йорка» та «Доктор Куїн, жінка-лікарка», після чого знялася в кінофільмах «Коли чоловік любить жінку», «Маленькі велетні» та «Привиди Міссісіпі».
На телебаченні Томпсон найбільш відома роллю в телесеріалі «Знову і знову», в якому знімалася з 1999 до 2002. Також зіграла Королеву Боргів у серіалі «Зоряний шлях: Вояджер» (1999-2000) та Голліс Манн у серіалі «Морська поліція: Спецвідділ» (2006-2007). У 2006 році знялася в серіалі"Книга Данила". У 2009 році виконала роль королеви Рози Бенджамін у серіалі «Королі», який був закритий після першого сезону.
На великому екрані найбільш відома роллю дружини Кевіна Костнера у фільмі 2002 року «Стрекоза» та дружини Гаррісона Форда у фільмі «Павутина брехні» (1999).
З 2012 по 2014 рік виконувала роль Мойри Куїн, матері головного героя в серіалі «Стріла».

## Особисте життя
Томпсон здобула ступінь бакалавра драматургії в Державному університеті Сан-Дієго. Її чоловік, Мартін Кац, є там професором.[7]

## Фільмографія
- 1992—1993 — Зоряний шлях: Наступне покоління / Star Trek: The Next Generation
- 1993 — Побиття немовлят/Slaughter of the Innocents
- 1994 — Коли чоловік любить жінку/When a Man Loves a Woman
- 1994 — Маленькі велетні / Little Giants
- 1996 — Привиди Міссісіпі/Ghosts of Mississippi
- 1996 — Бермудський трикутник / Bermuda Triangle
- 1997 — Блиск слави / Blaze of Glory / Bermuda Triangle
- 1998 — Щось / The Lake
- 1999 — Павутина брехні/Random Hearts
- 1999-2000 — Зоряний шлях: Вояджер/Star Trek: Voyager
- 2002 — Бабка/Dragonfly
- 1999—2002 — Знову і знову / Once and Again
- 2003 — Закон і порядок: Спеціальний корпус / Law & Order: Special Victims Unit
- 2005 — Балада про Джека і Роуз / The Ballad of Jack and Rose
- 2006 — Книга Даніеля / The Book of Daniel
- 2006-2007 — Морська поліція: Спецвідділ/NCIS
- 2007 — Американське минуле/American Pastime
- 2007 — Сліди відьом / The Gathering
- 2009 — Королі/Kings
- 2012-2014 — Стріла/Arrow
- 2015-2018 — Поза часом/'Timeless